# Hirnyk Pawłohrad
Hirnyk Pawłohrad (ukr. Футбольний клуб «Гірник» Павлоград, Futbolnyj Kłub "Hirnyk" Pawłohrad) – ukraiński klub piłkarski z siedzibą w Pawłohradzie w obwodzie dniepropietrowskim.
W sezonie 1992/1993 występował w rozgrywkach Pucharu Ukrainy, a w sezonie 1997/1998 w Drugiej Lidze.

## Historia
Chronologia nazw:
- 19??–...: Hirnyk Pawłohrad (ukr. «Гірник» Павлоград)

Drużyna piłkarska Hirnyk została założona w mieście Pawłohrad.
W 1992 zespół debiutował w rozgrywkach Pucharu Ukrainy.
W 1997 startował w Drugiej Lidze, ale zajął spadkowe 15. miejsce w sezonie 1997/98 i ponownie pozbawiony statusu profesjonalnego.
Potem występował w rozgrywkach Mistrzostw Ukrainy spośród zespołów amatorskich.

## Sukcesy
- 15. miejsce w Pierwszej Lidze: 1998
- 1/64 finału Puchar Ukrainy: 1993